# Капитан дядо Никола (завод)
„Капитан дядо Никола“ e завод в Габрово, България за производство на тръби и свързващи части за канализация и водоснабдяване от пластмаси (поливинилхлорид).
Заводът има нова ценова листа от 2017 година.